# Paray-Douaville
Pour les articles homonymes, voir Paray.
Paray-Douaville est une commune française située dans le département des Yvelines en région Île-de-France.

## Géographie

### Situation
La commune de Paray-Douaville se trouve dans la pointe sud des Yvelines, en limite d'Eure-et-Loir, à 24 kilomètres au sud de Rambouillet et à 56 kilomètres au sud-ouest de Versailles. C'est l'une des six communes des Yvelines appartenant à la région naturelle de la Beauce.

### Hameaux de la commune
- Villiers-les-Oudets au sud[1],
- Lenainville dans le sud-ouest[1],
- Douaville (château + fermes),
- Petit-Orme, près de la gare, à la limite nord-ouest du territoire,

### Communes voisines
Les communes limitrophes sont : Allainville à l'est, de Sainville au sud, d'Aunay-sous-Auneau au sud-ouest, d'Orsonville au nord-ouest et de Boinville-le-Gaillard au nord.

### Climat
Pour des articles plus généraux, voir Climat de l'Île-de-France et Climat des Yvelines.
En 2010, le climat de la commune est de type climat océanique dégradé des plaines du Centre et du Nord, selon une étude du CNRS s'appuyant sur une série de données couvrant la période 1971-2000. En 2020, Météo-France publie une typologie des climats de la France métropolitaine dans laquelle la commune est exposée à un climat océanique altéré et est dans la région climatique Sud-ouest du bassin Parisien, caractérisée par une faible pluviométrie, notamment au printemps (120 à 150 mm) et un hiver froid (3,5 °C).
Pour la période 1971-2000, la température annuelle moyenne est de 10,7 °C, avec une amplitude thermique annuelle de 15,4 °C. Le cumul annuel moyen de précipitations est de 649 mm, avec 10,8 jours de précipitations en janvier et 7,7 jours en juillet. Pour la période 1991-2020, la température moyenne annuelle observée sur la station météorologique la plus proche, située sur la commune de Dourdan à 12 km à vol d'oiseau, est de 11,4 °C et le cumul annuel moyen de précipitations est de 654,2 mm,. Pour l'avenir, les paramètres climatiques de la commune estimés pour 2050 selon différents scénarios d'émission de gaz à effet de serre sont consultables sur un site dédié publié par Météo-France en novembre 2022.

## Urbanisme

### Typologie
Au 1er janvier 2024, Paray-Douaville est catégorisée commune rurale à habitat très dispersé, selon la nouvelle grille communale de densité à sept niveaux définie par l'Insee en 2022.
Elle est située hors unité urbaine. Par ailleurs la commune fait partie de l'aire d'attraction de Paris, dont elle est une commune de la couronne,. Cette aire regroupe 1 929 communes,.

### Occupation des solssimplifiée
Le territoire de la commune se compose en 2017 de 95,23 % d'espaces agricoles, forestiers et naturels, 1,48 % d'espaces ouverts artificialisés et 3,29 % d'espaces construits artificialisés.

### Occupation des sols détaillée
Le tableau ci-dessous présente l'occupation des sols de la commune en 2018, telle qu'elle ressort de la base de données européenne d’occupation biophysique des sols Corine Land Cover (CLC).
| Type d’occupation                           | Pourcentage | Superficie (en hectares) |
| ------------------------------------------- | ----------- | ------------------------ |
| Tissu urbain discontinu                     | 1,4 %       | 14                       |
| Terres arables hors périmètres d'irrigation | 98,6 %      | 1003                     |
| Source : Corine Land Cover                  |             |                          |

### Voies de communication et transports

#### Réseau routier
Les communications routières sont assurées principalement par  la route nationale 191 qui passe au nord du village et donne accès à trois kilomètres à l'est à l'autoroute A 10 (l'Aquitaine) grâce à l'échangeur d'Allainville. La voirie locale assure les communications avec les communes voisines.

#### Desserte ferroviaire
La commune est traversée dans sa partie nord-ouest par deux infrastructures ferroviaires parallèles : d'une part, au nord presque en limite du territoire, la ligne Paris-Tours via Châteaudun, ligne à voie unique non électrifiée qui, outre des circulations fret, assure une desserte TER entre Paris et Tours, d'autre part, à environ 250 mètres plus au sud, la LGV Atlantique. Paray-Douaville disposait d'une gare sur la ligne Paris-Tours, qui avait induit une petite activité économique, mais elle n'est plus desservie par les trains de voyageurs.

#### Bus
La commune est desservie par la ligne 18 du réseau de bus Centre et Sud Yvelines et la ligne 22 du réseau de bus Essonne Sud Ouest.

## Toponymie
Le nom de la localité est attesté sous les formes Paretum[Quand ?], Parray en 1793, Paray-le-Moineau en 1801, Paray-Douaville en 1845.
Paray : Issu du mot, en langue d'oïl, pareit (paroi), désignant un mur de clôture ou de bâtiment, probablement au sens collectif pour désigner des maisons en ruines dont il ne reste que les murs.
Paray-Douaville est une commune dont le chef-lieu porte le nom de Paray-le-Moineau, rappelant le souvenir d'un prieuré dépendant de l'abbaye de Clairefontaine, au diocèse de Chartres. Et ici, ce terme de Moineau apparaît bien comme la variante populaire de Monial (cf. Longnon, n° 1442), c'est-à-dire « monastique ». Il est aussi possible que le mot moineau, en toponymie, ait désigné des dépendances monastiques. En effet, de monachus (moine), dérive l'adjectif monachalis, qui a donné l'adjectif monial, ajouté à certains noms de lieu. Ainsi Paray-le-Monial (Saône-et-Loire), doit son nom à un prieuré clunisien.
La commune a accolé à son nom celui du château de Douaville (Château Barthélemy) en 1845, à la demande du châtelain, le marquis de Barthélémy.

## Histoire
Le territoire communal est traversé par une ancienne voie romaine, la « chaussée Jules César » qui reliait Paris à Orléans (actuellement chemin d'Ablis, orienté nord-sud).
La paroisse de Paray existe depuis l'an 850, sous le règne de Charles le Chauve.
Elle possédait au XIIe siècle un prieuré dépendant de l'abbaye de Clairefontaine.
La commune qui s'appelait Paray-le-Moineau a modifié son nom en Paray-Douaville en 1845 (voir l'article Les anciennes communes des Yvelines), à la demande du châtelain, le marquis de Barthélémy.
Étymologie : le nom de « Paray » viendrait du latin, soit de  piretum, « lieu planté de poiriers », soit de paries, « paroi ».

## Politique et administration

### Liste des maires
| Période                                  | Période  | Identité                     | Étiquette | Qualité |
| ---------------------------------------- | -------- | ---------------------------- | --------- | ------- |
| Les données manquantes sont à compléter. |          |                              |           |         |
| avant 1995                               | ?        | Bernard du Pont de Compiègne | DVD       |         |
|                                          |          |                              |           |         |
| ?                                        | En cours | Martial Alix                 |           |         |

## Population et société

### Démographie

#### Évolution démographique
L'évolution du nombre d'habitants est connue à travers les recensements de la population effectués dans la commune depuis 1793. Pour les communes de moins de 10 000 habitants, une enquête de recensement portant sur toute la population est réalisée tous les cinq ans, les populations de référence des années intermédiaires étant quant à elles estimées par interpolation ou extrapolation. Pour la commune, le premier recensement exhaustif entrant dans le cadre du nouveau dispositif a été réalisé en 2005.

En 2022, la commune comptait 216 habitants, en évolution de −16,28 % par rapport à 2016 (Yvelines : +2,72 %, France hors Mayotte : +2,11 %).
| 1793 | 1800 | 1806 | 1821 | 1831 | 1836 | 1841 | 1846 | 1851 |
| ---- | ---- | ---- | ---- | ---- | ---- | ---- | ---- | ---- |
| 174  | 193  | 216  | 201  | 188  | 218  | 223  | 231  | 251  |

| 1856 | 1861 | 1866 | 1872 | 1876 | 1881 | 1886 | 1891 | 1896 |
| ---- | ---- | ---- | ---- | ---- | ---- | ---- | ---- | ---- |
| 259  | 280  | 262  | 247  | 254  | 303  | 319  | 313  | 296  |

| 1901 | 1906 | 1911 | 1921 | 1926 | 1931 | 1936 | 1946 | 1954 |
| ---- | ---- | ---- | ---- | ---- | ---- | ---- | ---- | ---- |
| 294  | 275  | 267  | 215  | 233  | 237  | 217  | 171  | 163  |

| 1962 | 1968 | 1975 | 1982 | 1990 | 1999 | 2005 | 2006 | 2010 |
| ---- | ---- | ---- | ---- | ---- | ---- | ---- | ---- | ---- |
| 130  | 161  | 140  | 146  | 131  | 162  | 219  | 224  | 242  |

| 2015 | 2020 | 2022 | - | - | - | - | - | - |
| ---- | ---- | ---- | - | - | - | - | - | - |
| 257  | 224  | 216  | - | - | - | - | - | - |

#### Pyramide des âges
En 2018, le taux de personnes d'un âge inférieur à 30 ans s'élève à 38,7 %, soit au-dessus de la moyenne départementale (38 %). À l'inverse, le taux de personnes d'âge supérieur à 60 ans est de 10,8 % la même année, alors qu'il est de 21,7 % au niveau départemental.
En 2018, la commune comptait 134 hommes pour 128 femmes, soit un taux de 51,15 % d'hommes, largement supérieur au taux départemental (48,68 %).
Les pyramides des âges de la commune et du département s'établissent comme suit.
| Hommes | Classe d’âge | Femmes |
| ------ | ------------ | ------ |
| 0,0    | 90 ou +      | 1,9    |
| 2,6    | 75-89 ans    | 3,7    |
| 6,9    | 60-74 ans    | 6,5    |
| 29,0   | 45-59 ans    | 30,3   |
| 23,1   | 30-44 ans    | 18,5   |
| 19,8   | 15-29 ans    | 16,8   |
| 18,5   | 0-14 ans     | 22,3   |

| Hommes | Classe d’âge | Femmes |
| ------ | ------------ | ------ |
| 0,6    | 90 ou +      | 1,4    |
| 6      | 75-89 ans    | 7,8    |
| 13,5   | 60-74 ans    | 14,8   |
| 20,7   | 45-59 ans    | 20,1   |
| 19,6   | 30-44 ans    | 19,9   |
| 18,5   | 15-29 ans    | 16,8   |
| 21,2   | 0-14 ans     | 19,2   |

## Économie
Commune rurale de la Beauce, Paray-Douaville est le domaine de la grande culture céréalière qui caractérise cette région.

## Culture locale et patrimoine

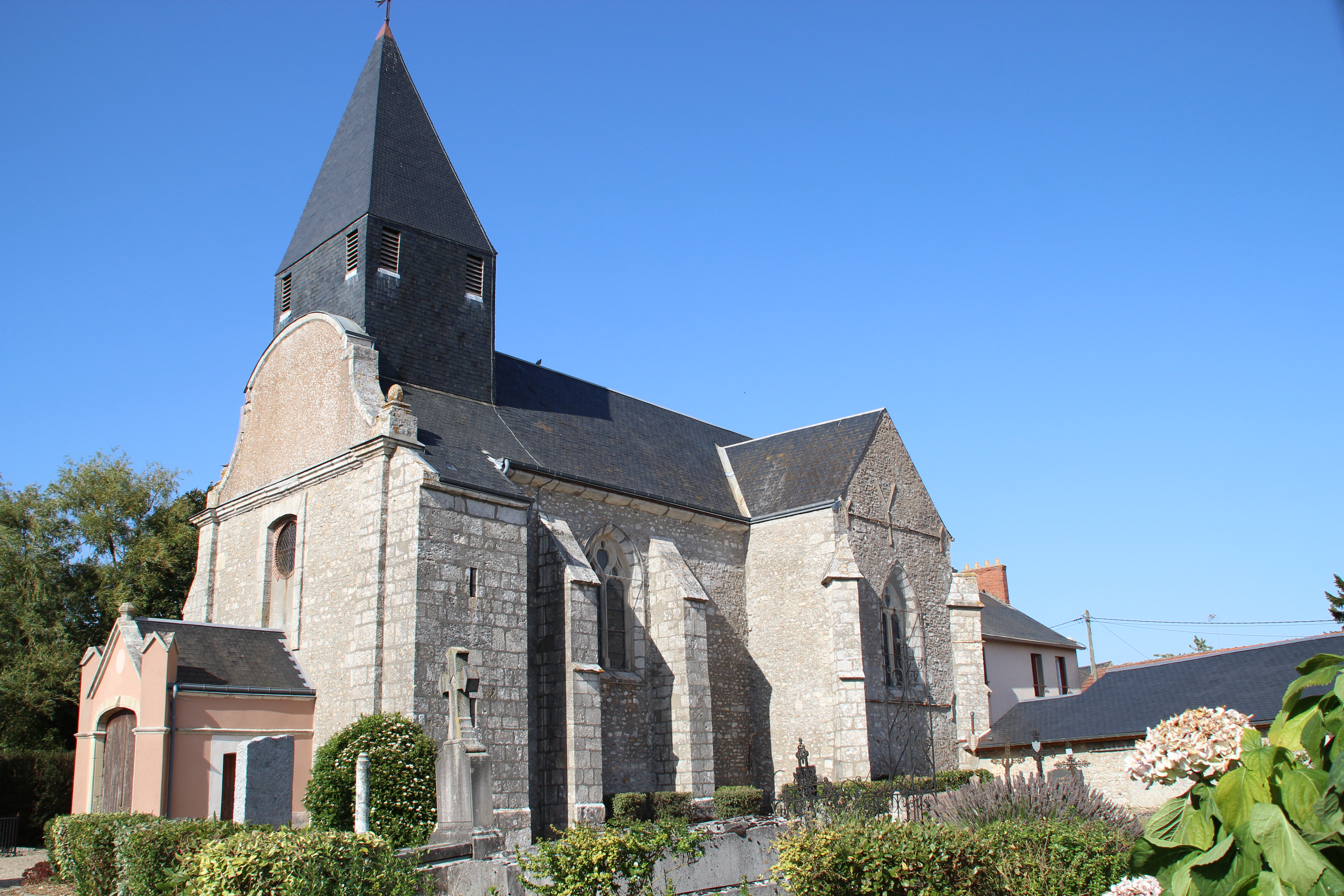
L'église Saint-Pierre.

### Lieux et monuments
- Église Saint-Pierre : édifice en pierre meulière du XVe siècle, couvert d'ardoise, en partie reconstruit en 1777.
- Château de Douaville (XVIIIe siècle).
- Ancienne sucrerie (désaffectée), près de la gare.

### Héraldique
| Blason de Paray-Douaville | Blason  | Coupé : au 1er parti au I de gueules au daim bondissant de sable et au II d'azur au coq hardi contourné de sable, au 2e de sinople à l'arbre de sable. |
| Blason de Paray-Douaville | Détails | Le statut officiel du blason reste à déterminer. |